# 藤田小百合
藤田 小百合（ふじた さゆり、1979年10月13日 - ）は、 大韓民国で活動している日本人芸能人。 韓国放送公社のテレビ番組『美女たちのおしゃべり』に、レギュラー出演したことをきっかけに韓国芸能界デビューを果たした。

## 経歴
2004年、アメリカ合衆国に留学していた藤田は、韓国人留学生と仲が良くなるにしたがって、韓国の音楽や料理に親しみを覚えるようになり、もっと仲良くなりたい一心で韓国語を勉強した。
交際していた恋人が韓国人だったことから2006年には韓国に留学し、韓国生活をしている中で『美女たちのおしゃべり』の制作スタッフから連絡があり、出演をめぐる面接を受け、合格した。 
2007年から、藤田は韓国放送公社のテレビ番組『美女たちのおしゃべり』に、日本代表として2期が終了するまでレギュラー出演した。
2011年の放送開始から2014年の放送終了までの3年間、『生放送 金曜ワイド』とその後継番組の『生放送 ワンダフル金曜日』にもレギュラーで出演した。
2014年、藤田は歌手のイ・サンミンと一緒にリアリティバラエティ番組の『あなたと一緒に』に1期出演した。
2015年からは、リアリティバラエティ番組の『となりのチャルス』に出演している。
私生活では未婚ではあるが、日本で精子提供を受けて2020年に男児を出産している。

## キャリア
2010年、藤田は2010年ソウルG20首脳会合のPR大使に任命された。 

## フィルモグラフィー

### テレビシリーズ
| 出演年      | 番組名                                                       | テレビ局     | 役割                       | 備考                 |
| ----------- | ------------------------------------------------------------ | ------------ | -------------------------- | -------------------- |
| 2007 – 2010 | 美女たちのおしゃべり                                         | KBS2         | パネリスト                 |                      |
| 2011 – 2014 | 生放送 金曜ワイド 生放送 ワンダフル金曜日                    | MBC          | 出演者                     |                      |
| 2014        | あなたと一緒に                                               | JTBC         | 出演者、イ・サンミンとペア | シーズン1            |
| 2014        | 今日から出勤                                                 | tvN          | 出演者                     | 第3回目の放送        |
| 2015        | 本当の男                                                     | MBC          | 出演者                     | シーズン2の女性版3   |
| 2015 – 2017 | 人間探求ストーリー、ワイルド舌 （인간탐구 스토리 와일드 썰） | MBCエブリー1 | 共同司会者                 |                      |
| 2015 – 現在 | 隣のチャールズ                                               | KBS1         | パネリスト                 | エピソード24から     |
| 2016 – 2017 | おいしい地図                                                 | MBC Plus     | 司会者                     | シーズン2            |
| 2017        | 校則違反修学旅行 （교칙위반 수학여행）                       | JTBC         | 共同司会者                 | エピソード1から6まで |
| 2017 – 2018 | 까칠남녀                                                     | EBS1         | 固定パネリスト             |                      |
| 2018 – 現在 | スペーストーク                                               | コメディーTV | 固定パネリスト             |                      |

## 刊行物
- 도키나와로：：지후사유리의도쿄도쿄오키나와감성방랑기（2008）、ISBN 9788962590296
- 미수다사유리의일본어리얼토크（2009）、ISBN 9788960006706
- 닦고：사유리의일상과생각을담은감성감성에세이（2015）、ISBN 9791157522675

## 受賞歴
| 年   | 賞                        | カテゴリー           | ノミネート作品                           | 結果 |
| ---- | ------------------------- | -------------------- | ---------------------------------------- | ---- |
| 2015 | MBCエンターテインメント賞 | 最優秀チームワーク賞 | リアルメン -シーズン2、女性エディション3 | 受賞 |